# 长瓣铁线莲
长瓣铁线莲（学名：Clematis macropetala），为毛茛科铁线莲属下的一个植物种。